# 静岡県道104号来の宮停車場線
静岡県道104号来の宮停車場線（しずおかけんどう104ごう きのみやていしゃじょうせん）は静岡県熱海市を通る一般県道である。
全区間が静岡県道11号熱海函南線の重複区間となっているため、起点・終点ともにはっきりしていない。

## 概要

### 路線データ
- 陸上距離：91m
- 起点：熱海市福道町
- 終点：熱海市福道町

## 通過する自治体
- 静岡県
  - 熱海市

## 重複区間
- 静岡県道11号熱海函南線（91m）
  - 全区間が静岡県道11号熱海函南線の重複区間となっている。案内標識も存在しないため、起点、終点がはっきりしていない。

## 接続路線
- 静岡県道11号熱海函南線